# جبل انارویه

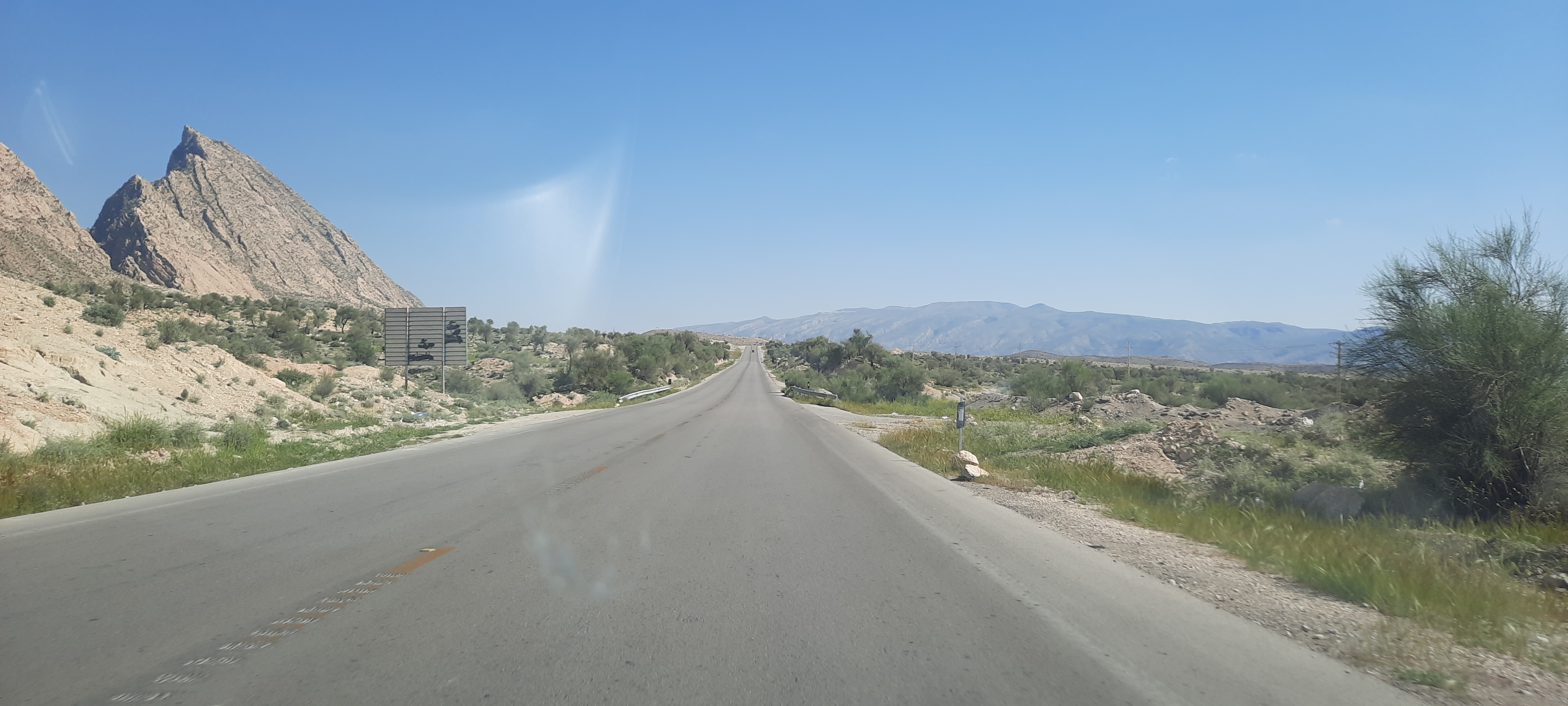
جبل انارویه

جبل انارویه که در گویش محلی به آن کوهنارو نیز می‌گویند، به بخشی از شهرستان فیروزآباد گفته می‌شود که دارای محیطی کوهستانی با منظره‌های طبیعی و آثار باستانی است. این منطقه از غرب با گردنه جایدشت، از شرق تا مرز شهرستان قیر و کارزین، از شمال تا کوه‌های مرز بخش میمند و از جنوب به کوه‌های هایقر محدود می‌شود.

## دلایل نامگذاری
به نظر می رسد این نام در ابتدا کوه نور بوده است. دلیل این نامگذاری نور متصاعد شده از نوک قله کوه در زمان صبح گاهان و طلوع خورشید بوده است. از آنجا که خاستگاه مردم منطقه دین زرتشت بوده است، چنین نامی برایشان مقدس نیز بوده است. این نام به مرور به کوهنارو در گویش محلی تغییر کرد. پس از حمله اعراب و مستولی شدن آنان بر منطقه، نام این منطقه را به همان دلیل تابش نور خورشید بر قله کوه، جبل النار به معنی کوه آتش گذاشتند و از آنجا که دوره دیوان سالاری اعراب طولانی بود همین نام در مکاتبات، مستندات و کتب جغرافیایی ثبت گردید. نام جبل النار نیز پس از دوره ای توسط مردم و در گویش محلی به جبل انارویه تغییر پیدا کرد و همان‌طور که در کتاب مرآت البلدان نیز ذکر شده، همین نام بر منطقه به صورت رسمی ماندگار شد.

## مردم‌شناسی
مردم این منطقه خود را از نوادگان موبد موبدان زرتشتی آذرباد مار سپندان می‌دانند. همان‌طور که در جلد پنجم معجم البلدان کتاب یاقوت حمودی ذکر شده‌است، این مرد پارسا اصالتاً اهل شهر گور بوده‌است.
همچنین همان‌طور که در کتاب مقدمه ماتیکان هزار دادستان نقل گردیده، فرخ مرد بهرامان قاضی هم دوره خسروپرویز که آیین دادرسی قضایی دوره ساسانیان را با نگارش کتاب مادگان هزار دادستان پایه ریزی نموده است نیز از اهالی همین منطقه بوده است.
- پوشش مردم محلی. پوشش مردان و زنان محلی در منطقه به دلیل انتخاب رنگ‌های شاد و طبیعی همیشه جذابیت خاص خود را داشته‌است. این پوشش‌ها شامل قسمت‌های مختلفی می‌شد و هر کس آن‌ها را می‌بیند تمایل به امتحان کردن این پوشش‌ها دارد.
- گویش مردم محلی. گویش محلی مردم این منطقه بسیار نزدیک گویش‌های دامنه زاگرس و شبیه به گویش لری می‌باشد.
- صنایع دستی. به دلیل اقتصاد خاص منطقه از دیرباز مردم و خصوصاً بانوان به جهت کمک به اقتصاد خانواده اقدام به تولید صنایع دستی فراوانی نموده‌اند. دانش تولید صنایع دستی از مادر به دختر و سینه به سینه منتقل شده و در سال‌های اخیر نیز فعالان این حوزه که تحصیلات مرتبط نیز داشته‌اند اقدام به ابداع گره‌های خاصی در تولید انواع صنایع دستی نموده و گواهی ثبت اختراع آنان را نیز دریافت کرده‌اند. برخی از صنایع دستی منطقه شامل گلیم، جاجیم، گبه، فرش، تابلو فرش و مواردی از این دست می‌باشد. کیفیت این دست بافته‌ها تا جایی ادامه یافته‌است که به واسطه تولیدات دست بافت این منطقه، فیروزآباد به عنوان شهر ملی دست بافته‌های عشایری انتخاب شد.[۵]

## آثار تاریخی
در گذشته این منطقه مسیر عبور کاروان‌های تجاری که از منطقه جنوب قصد عزیمت به مرکز و شمال ایران داشته‌اند بوده‌است. این تردد هم به اقتصاد منطقه کوهنارو رونق می‌داد و هم فیروزآباد از عبور کاروانهای تجاری و خرید و فروش‌های صورت گرفته منتفع می‌گردید.
مردم این منطقه برای ایمن نمودن این جاده که برای آنها نیز اهیمت فراوانی داشته گروه‌های کوچکی تشکیل داده بودند که این افراد در مسیر اقدام به گشت زنی نموده و در صورت روئیت راهزنان یا روئیت آثاری از تردد آنان، موضوع را به بقیه افراد گزارش داده و با پیگیری، دنبال کردن و در صورت لزوم درگیری با راهزنان آنان را مجبور به ترک منطقه می‌نمودند و این موضوع در طولانی مدت موجب گردید راهزنان منطقه را ترک نموده و این مسیر برای کاروان‌های تجاری در آن دوره که امنیت حتی نسبی هم نبود در امنیت کامل باشد. از همین رو آثار باستانی موجود که قابل روئیت است شامل فعالیت‌های مردم در همین دوران می‌باشد. و بسیار قابل توجه است. از مجموع 107 اثر تاریخی ثبت شده شهرستان فیروزآباد تعداد 29 عدد از این آثار در منطقه جبل انارویه ثبت شده که این خود نشان از وجود تمدنی عظیم در گذشته و در این منطقه دارد.

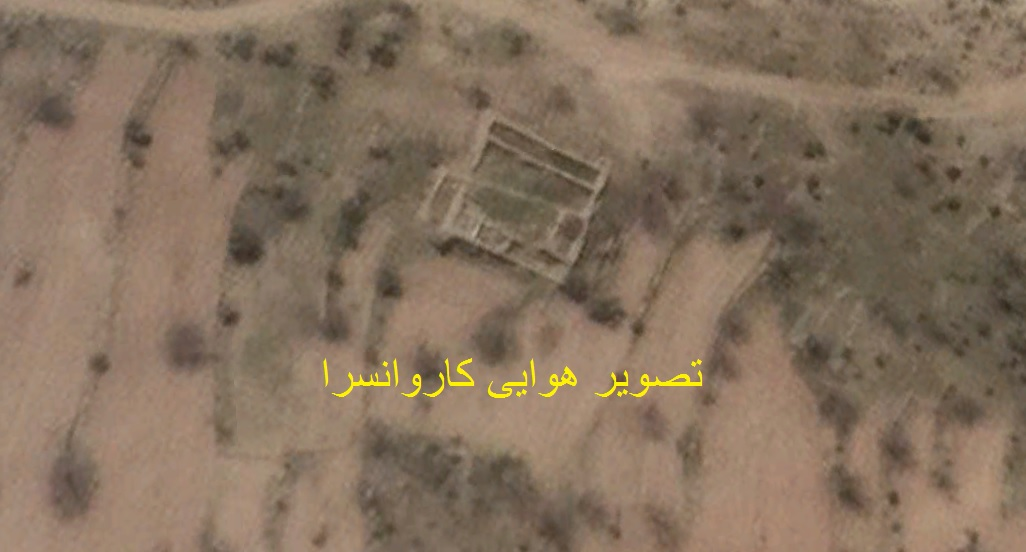
کاروانسرای دوره صفوی

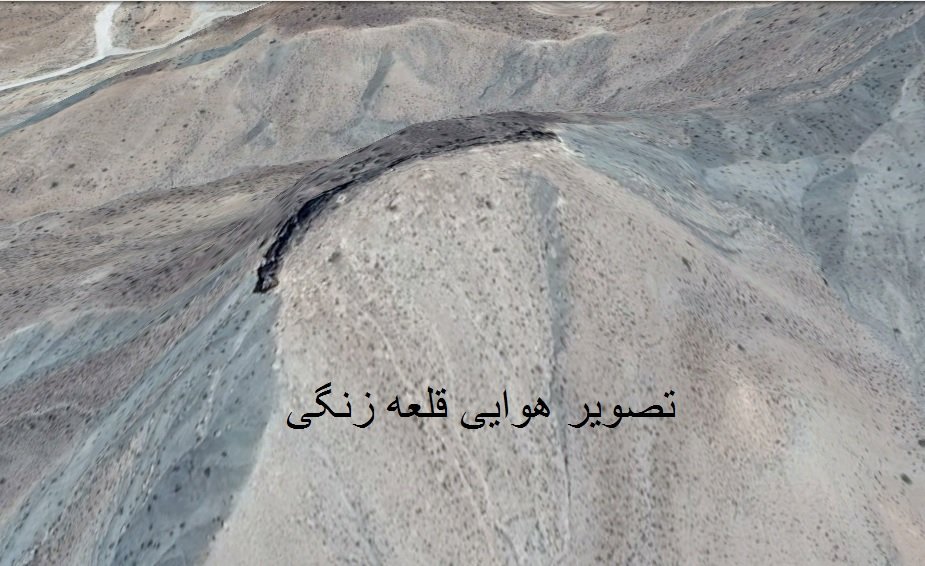
تصویر هوایی از قلعه زنگی

- کاروانسرا. همان‌طور که در بخش گذر کاروانهای تجاری مطرح شده، منطقه جبل انارویه محل تردد کاروان‌های تجاری زیادی بوده‌است. این کاروان‌ها بعضاً در این کاروانسرا که در منطقه ای با نام محلی گود کاروانسرا ساخته شده بود اتراق می‌نموده‌اند. خوش آب و هوا بودن، دسترسی به آب، در دسترس بودن علوفه، عدم وجود آبادی از تنگه قیر و کارزین تا منطقه، وجود اقلامی مثل پوست، چرم، محصولات حیوانی مثل روغن حیوانی، شیره انگور و مواردی از این دست در منطقه که امکان داد و ستد داشته‌است و همچنین امن بودن، از دلائل مراجعه کاروان‌ها جهت استقرار در آن منطقه بوده‌است. این کاروانسرا علی رغم اینکه با شماره 4510 مورخ 1380/11/10 در فهرست آثار تاریخی ثبت گردیده است لکن در حال حاضر به دلیل عدم رسیدگی وضعیت مطلوبی ندارد.
- قلعه زنگی. یکی از فعالیت‌هایی که مردم جبل انارویه برای امن نمودن منطقه انجام داده بودند ساخت یک بنا شبیه به قلعه بر بالای یکی از بلندی‌هایی اصلی منطقه که ضمن اشراف به مسیر منطقه، در صورت نیاز امکان درگیری امن با راهزنان را نیز فراهم می‌آورد. این قلعه را قلعه زنگی یا قلات زنگویه می‌گویند که تحت شماره 10522 مورخ 1382/08/02 در فهرست آثار تاریخی ثبت شده و هنوز بقایایی از آن قابل روئیت است. مسیر دسترسی به این قلعه بسیار صعب العبور بوده و به راحتی نمی‌توان به آن دسترسی داشت. مساحت بالایی قلات زنگی حدود ۹۰ متر و مساحت قلعه زنگی حدود ۶۰ متر است که البته پس از استقرار ژاندارمری در منطقه (در محل کنونی پاسگاه روستای امامزاده) در سال ۱۳۲۹ شمسی لزوم استفاده از این قلعه از میان رفته و از آنجا که در ارتفاع ساخته شده و در مسیر تندبادها و باران قرار گرفته بوده‌است دچار فرسایش سریع شده‌است. در حال حاضر فقط برخی از قسمت‌های دیواره آن قلعه باقی مانده و با ریزش قسمت ورودی بالایی قلات زنگی در اثر فرسایش دسترسی به آن از قبل نیز سخت شده و حتماً می‌بایست با تجهیزات به این بخش صعود نمود.[۶]تصویر هوایی از باقی مانده‌های آثار آسیاب بادی

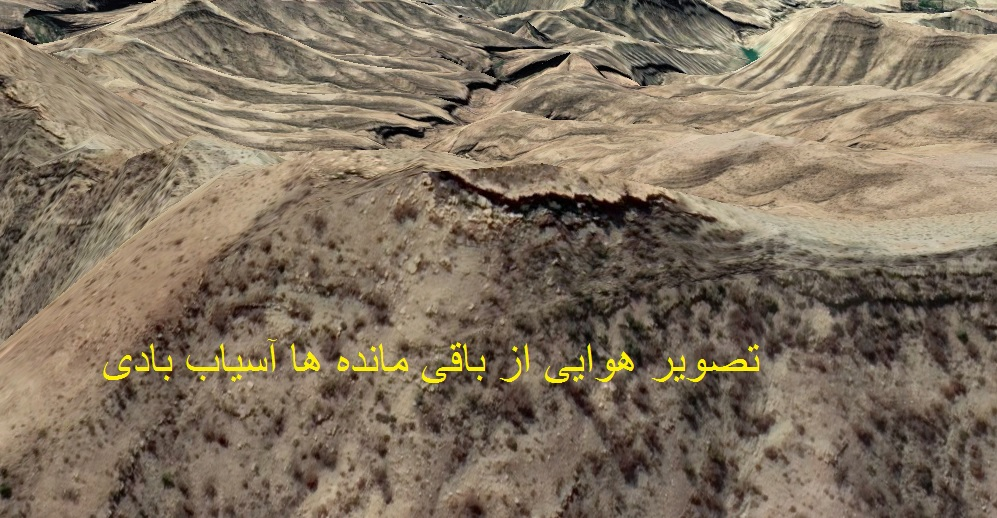
تصویر هوایی از باقی مانده‌های آثار آسیاب بادی

- آسیاب بادی. آسیاب بادی مجموعه آثاری است به جا مانده از گذشته که نشان از وجود آسیاب‌های بادی در این منطقه در گذشته می‌دهد. این آسیاب‌ها در تاریخ 1388/11/13 و تحت شماره 28293 در فهرست آثار تاریخی ثبت گردیده است. این آسیاب قبل از آسیاب‌های آبی منطقه فعال بوده و مردم گندم و جوهای خود را در آسیاب‌های آنجا آرد می‌نموده‌اند و به همین دلیل هم آن رشته کوه را آسیاب بادی می‌نامند. در حال حاضر سازه‌هایی که نشان از ساختمان‌های این مجموعه‌های می‌باشد قابل روئیت است.
- نقاشی‌های ده هزار ساله.[۷] در سال ۱۳۸۸ و به صورت اتفاقی نقاشی‌هایی که بعداً مشخص شد قدمتی نزدیک به ده هزار سال دارد در یکی از غارهای جبل انارویه کشف گردید که نشان از تمدن با سابقه ای در این منطقه داشت.
- امام زاده سلطان پیر غیب. این امامزاده در تنگه ای زیبا در مسیر روستای بیدشهرک و پس از روستای شهید دستغیب واقع شده است. این امامزاده در دل کوه واقع شده است که برای رسیدن به آن نیاز است 183 پله را طی نموده تا به ورودی آن برسیم.نکته جالب توجه در خصوص این امامزاده وجود تصویری از قالب یک پا با قدمت چندصدساله در طاق ورودی این امازاده می باشد که گویا جای پای این امازده در زمان تشرف به این مکان بوده است. این مکان در تاریخ 1388/11/13 و تحت شماره 28290 در شمار آثار تاریخی ثبت شده است.
- درخت 3500 ساله.این درخت در منطقه پَستُل که منطقه ای کوهستانی است قرار گرفته و جاده‌های صعب العبور و مسیرهای بکر موجب گردیده‌است که این درخت از گزند انسان در امان بماند. برای نشان دادن بزرگی و قدمت این درخت کهنسال همین بس که اگر دوازده مرد با دست‌های باز دور آن را حلقه بزنند تا بتوانند قطر تنه درخت را نشان دهند به زحمت دست‌های یکدیگر را لمس نمودند، با این توصیف به نظر می‌رسد تنه این درخت بیش از ده متر قطر دارد. تا زمانی که این درخت شناخته نشده بود و فقط اهالی جبل انارویه و تعداد اندکی افراد دیگر آن را می‌شناختند خیال علاقه مندان به طبیعت راحت بود. اما در سال ۱۴۰۰ تصاویر این درخت در شبکه‌های مجازی بسیار همرسانی شد و متأسفانه همین اطلاع باعث شد تا عده ای خارج از شهرستان به امید دیدن گنج، زیر پای این درخت را گودال حفر کنند که خوشبختانه درخت آسیب ندید اما زنگ خطری برای حفاظت بیشتر این درخت بود. در نهایت این درخت در فروردین سال 1403 در فهرست میراث ملی ثبت گردید.[۸]
- چهارتاقی ساسانی نامدار به «کهنارو».آتشکده ساسانی و پرآوازه «کهنارو» که یکی از مهم‌ترین و ارزنده‌ترین چهارتاقی‌های ساسانی جنوب کشور است.این چهار طاقی از مصالح سنگ و گچ دستکوب ساخته شده است. فضای بنا دربرگیرنده یک چهارطاقی اصلی است که در وسط جای گرفته و اندازه آن سه ۳/۸۰ در ۳/۸۰ متر و ضخامت دیوار‌های آن ۱/۲۰ متر است.یک راهرو دور تا دور چهارطاقی را فرا می‌گیرد. دور این راهرو را اتاق‌هایی در بر گرفته است که بخش‌های زیادی از آن ویران شده است. برای دسترسی به این فضا‌ها ورودی‌هایی تعبیه شده است. اندازه کلی بخش‌های به جا مانده ۱۷/۸۰ در ۱۰/۶۰ متر است. درون بنا یک پلکان به پشت بام راه می‌یابد. در نزدیکی بنا ویرانه‌های یک آسیاب و برکه وجود داشته که همان هم آسیب‌های بیشتری نسبت به یک دهه پیش دیده است. این چهار طاقی را می‌توان متعلق به اواخر دوره ساسانی دانست و قابل سنجش با چهار طاقی “رهنی” در شهرستان فراشبند، که دارای دالان‌ها و اتاق‌های جانبی است.  شیوه چیدمان سنگ‌ها در بنا بیانگر ویژگی‌های معماری دوره ساسانیان است. از این آتشده امروزه اتاقکی مستطیل‌شکل بر جای مانده که سقف آن نیز به گونه‌ای ضربی است و بخش‌های فراوانی از آن فرو ریخته است. چهارطاقی نامدار به کهنارو در تاریخ ۱۲ بهمن ماه ۱۳۸۱ خورشیدی با شماره ۷۱۸۹ به ثبت ملی رسیده است.[۹]

| ردیف | نام اثر                                            | تاریخ ثبت  | شماره ثبت | دوره تاریخی           |
| 1    | بركه فتح آباد عرب                                  | 1379/12/25 | 3394      | ساسانی                |
| 2    | مجموعه تپه ها و كاروانسراهاي فتح آباد در بخش بردکر | 1380/10/11 | 4510      | قرن 4 هـ .ق           |
| 3    | چهار طاقي كهنارو                                   | 1381/11/12 | 7189      | ساساني                |
| 4    | تنوره آسيابهاي فتح آباد                            | 1381/11/12 | 7194      | قاجاريه               |
| 5    | تل چهار طاقي                                       | 1381/11/12 | 7196      | ساساني                |
| 6    | تل حاجي محمد                                       | 1381/11/12 | 7198      | ساساني                |
| 7    | كاروانسراي منوچهری                                 | 1381/11/12 | 7199      | قرن 4 و 5 هـ .ق       |
| 8    | تل شيرزاد                                          | 1381/11/12 | 7200      | قرن 4 و 5 هـ .ق       |
| 9    | قلات زنگويه                                        | 1382/08/02 | 10522     | قرن 7 هـ .ق           |
| 10   | تل تنگ دهو                                         | 1382/08/02 | 10523     | اشكاني ( پارت)-ساساني |
| 11   | بقاياي قلعه آبدوزويه                               | 1384/07/23 | 13512     | ساساني، صدراسلام      |
| 12   | بقاياي قلعه دزاكويه                                | 1384/07/23 | 13513     | اسلامي                |
| 13   | بركه هاي تنگ دهويه                                 | 1384/07/23 | 13515     | ساساني                |
| 14   | تپه قلعه اول در نوروزن                             | 1388/09/01 | 27619     | قرون ميانه اسلامي     |
| 15   | گور توده سنگي چهارقاش                              | 1388/09/01 | 27621     | ساساني                |
| 16   | تپه هاي اول و دوم بيد شهرک                         | 1388/09/01 | 27625     | ساساني                |
| 17   | محوطه الويه                                        | 1388/09/01 | 27626     | قرون متاخر اسلامي     |
| 18   | بقعه و قبرستان سيد قاسم                            | 1388/09/01 | 27627     | قرون اوليه اسلامي     |
| 19   | تل تنگ هايقر                                       | 1388/09/01 | 27659     | ساساني                |
| 20   | تل قلعه فتح آباد                                   | 1388/09/01 | 27660     | ساساني                |
| 21   | پل آباره فتح آباد عرب                              | 1388/11/13 | 28245     | قرون متاخر اسلامي     |
| 22   | قبرستان بيد شهرک                                   | 1388/11/13 | 28265     | قاجاريه               |
| 23   | پناهگاه صخره اي                                    | 1388/11/13 | 28283     | نوسنگي                |
| 24   | امامزاده سلطان پير غيب                             | 1388/11/13 | 28290     | قرون ميانه اسلامي     |
| 25   | تپه شرق روستاي فتح آباد                            | 1388/11/13 | 28291     | قرون ميانه اسلامي     |
| 26   | تپه قلعه دوم در نوروزن                             | 1388/11/13 | 28292     | قرون ميانه اسلامي     |
| 27   | برج ديد                                            | 1388/11/13 | 28293     | قرون ميانه اسلامي     |
| 28   | تپه قلعه اول در عمارت بيد شهرک                     | 1388/11/13 | 28294     | قرون ميانه اسلامي     |
| 29   | تپه قلعه دوم در عمارت بيد شهرک                     | 1388/11/13 | 28295     | قرون ميانه اسلامي     |
| ---- | -------------------------------------------------- | ---------- | --------- | --------------------- |

## آثار طبیعی

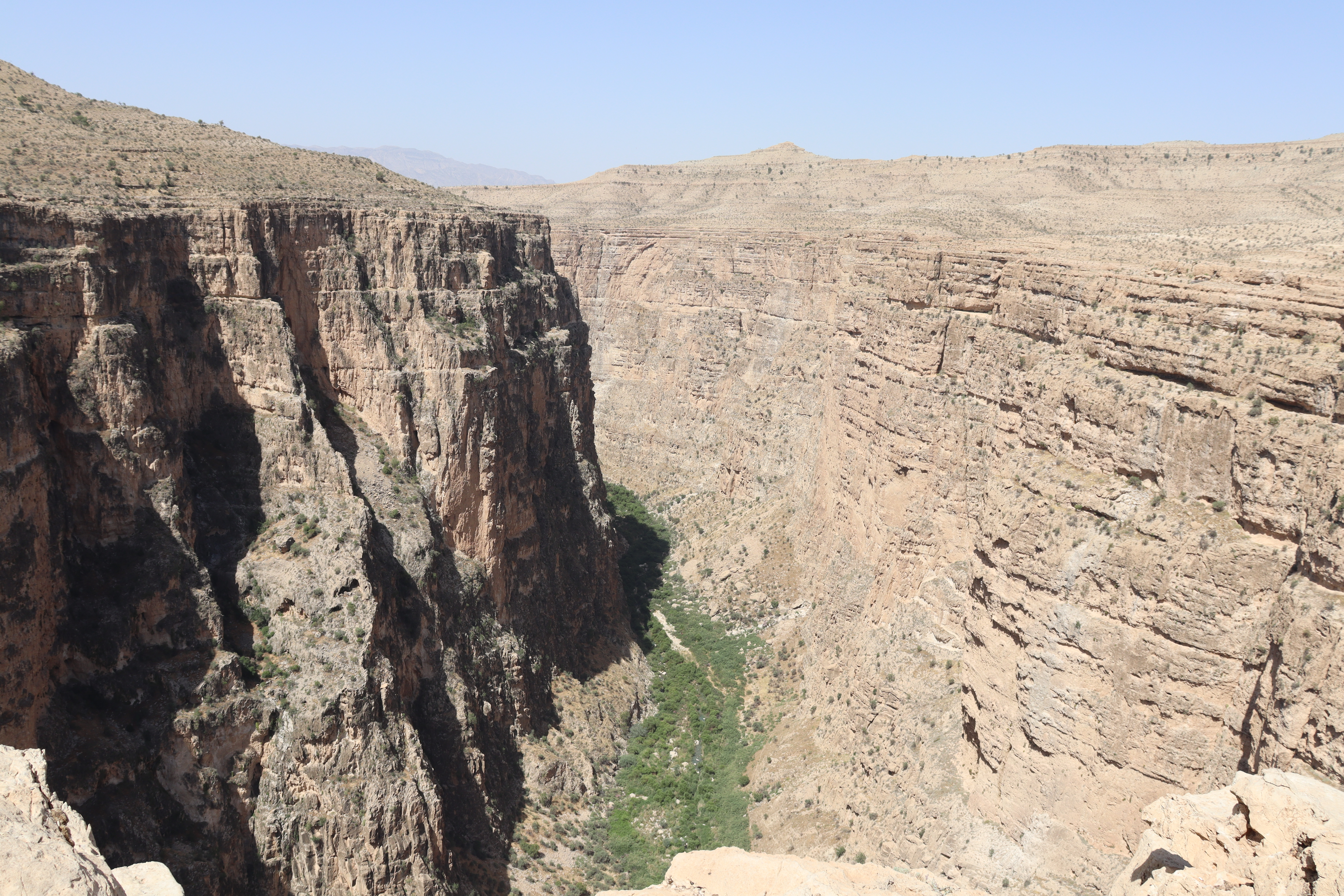
تنگه هایقر

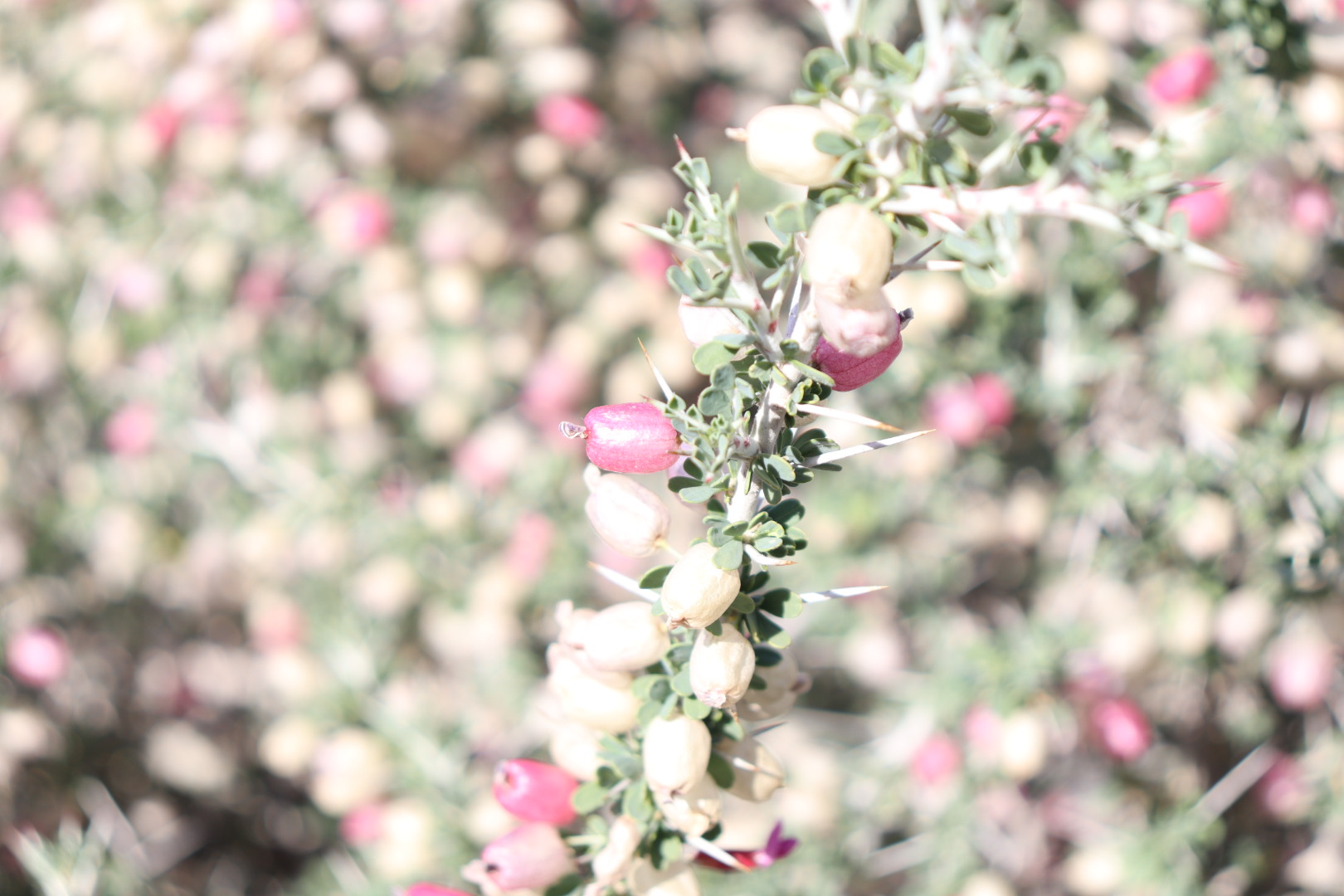

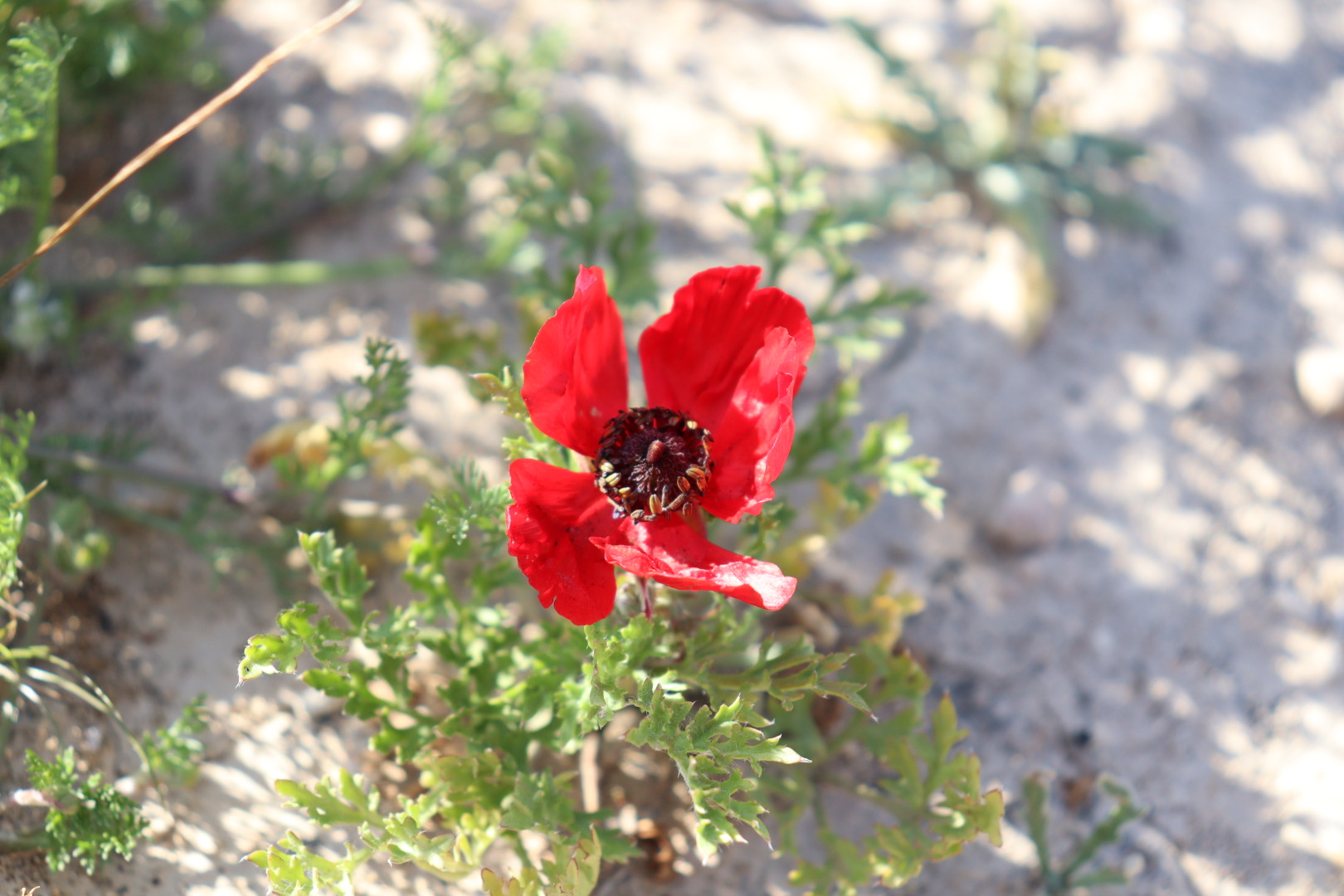

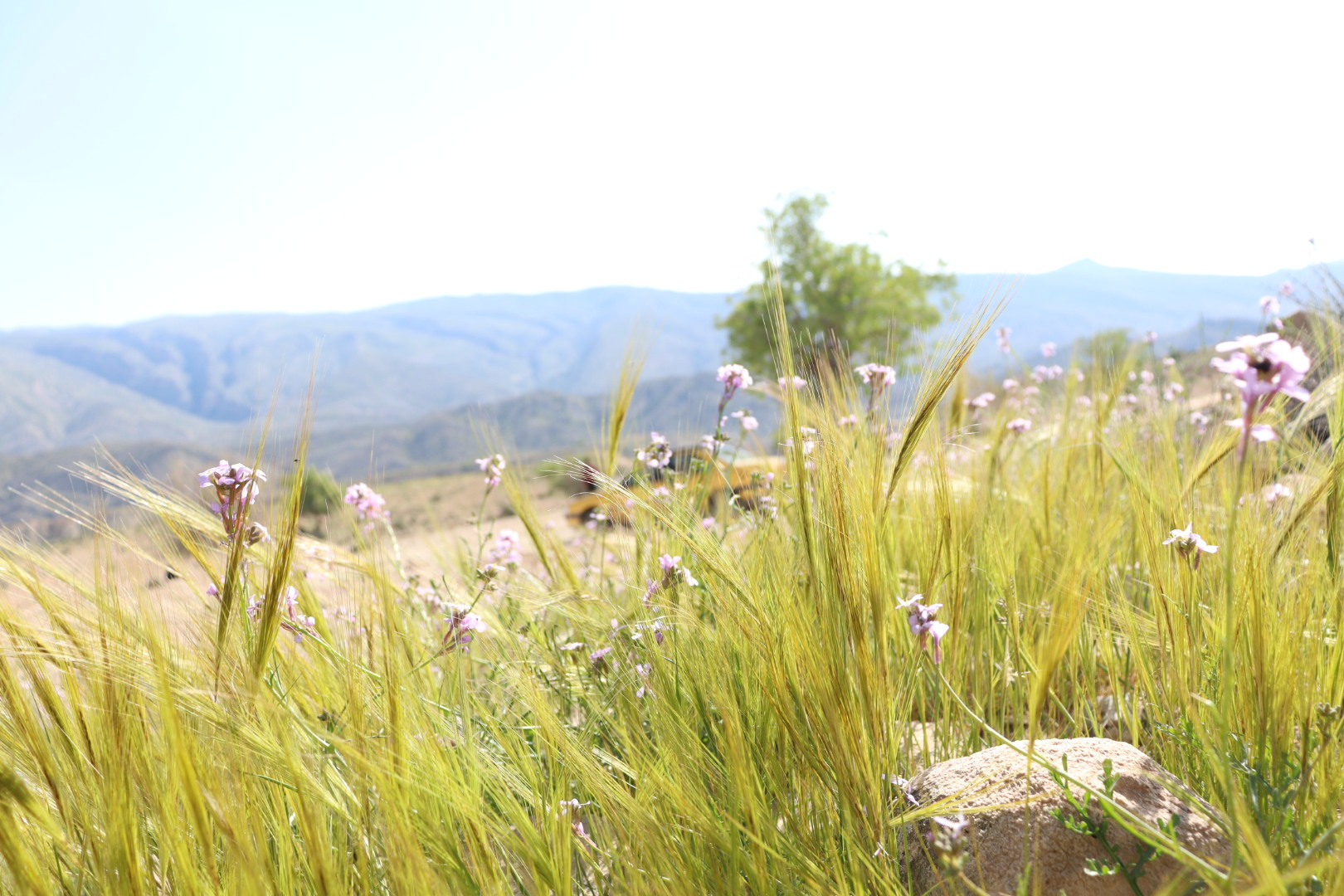

- تنگه هایقر. تنگه هایقر معروف به گراند کانیون ایران در فاصله ۲۰ کیلومتری جنوب فیروزآباد و در جاده فیروزآباد به قیر و کارزین و در منطقه جبل انارویه می‌باشد. طول این تنگه از محل سد هایقر تا خرجی آن حدود ۱۴ کیلومتر و ارتفاع آن در بالاترین نقطه حدود ۴۶۰ متر می‌باشد. مسیر داخلی تنگه هایقر همراه با جریان ملایم آب رودخانه، گیاهان بومی منطقه و صدای قورباغه‌ها و آواز پرندگان، مناظر طبیعی بکر و دست نخورده‌ای دارد. تنگه هایقر به دلیل صعب العبور بودن و یکتا بودن مسیر ورود و خروج آن کاملاً بکر بوده و رفت و آمدهای زیادی به داخل آن صوت نپذیرفته و این موضوع باعث گردیده محیط طبیعی آن بکر و دست نخورده باقی بماند. ارتفاع زیاد، لانه گزینی پرندگان، جریان داشتن آب در کف تنگه و مواردی از این دست باعث گردیده‌است این تنگه محل فوق‌العاده ای برای طبیعت دوستان و طبیعت گردان باشد.[۱۰]
- قلات[۱۱]‌های خمره. در منطقه پَستُل علاوه بر باغات انگور و انجیر و گردو، صخره‌هایی وجود دارد که شکل بسیار زیبای خمره ای دارند و به همین دلیل نیز به این نام خوانده می‌شوند.

## پوشش گیاهی
- درختان منطقه شامل بَنهیا پسته کوهی، انجیر خَنیک یا انجیر کوهی، گردو، کِلبه یا کیالک، کِیکُم و اَلوک یا بادام کوهی یا ارژن می‌باشد. از میان این درختان فراوانی اَلوک یا بادام کوهی یا ارژن بیش از بقیه درختان می‌باشد. این درختچه ارتفاعی نزدیک به ۲ متر داشته که در برخی موارد تا ۲٫۵ متر نیز رشد می‌نماید. رشد این درختچه از پاجوش‌ها نیز شکل می‌گیرد و تنه آن یک تکه نبوده و رشد آن شبیه به بوته‌ها می‌باشد. میوه این درختچه شبیه به بادام بوده که طول آن بیش از ۱٫۵ سانتی‌متر نمی‌شود و به همین دلیل در برخی سایت‌ها آن را با نام بادامک نیز معرفی می‌کنند. از این گیاه صمغی خارج می‌گردد که در گویش محلی آن را زودی یا زودو می‌نامند که از آن برای تحریک اشتها، خرد کردن سنگ کلیه، تسکین درد دندان، درمان سرماخوردگی و … استفاده می‌شود. بَنه یا پسته کوهی دومین گونه گیاهی پرتعداد در منطقه می‌باشد. این درخت بسیار کند رشد است و میوه آن دارای چربی بسیار زیادی است و طعمی شبیه به پسته دارد. بلندی این درخت گاهی به ۵ متر نیز می‌رسد. این درخت به صورت مستقیم رشد نموده و در انتهای تنه اصلی چتری بزرگ ایجاد نموده و رشد بخش چتری شکل و تنه آن همزمان صورت می‌گیرد. از این درخت صمغی خارج می‌گردد که در گویش محلی آن را سقز می‌نامند. این صمغ به عنوان بخور برای سرماخوردگی بسیار مؤثر می‌باشد. این درخت گونه ای متفاوت نیز دارد که در گویش محلی آن را کُلخُنگ می‌نامند. پوست میوه کُلخُنگ درخت برخلاف بنه بسیار نازک بوده و می‌توان میوه را به همان شکل مصرف نمود. طعم میوه کلخنگ برخلاف بنه کمی شیرین است. درخت کِیکُم گونه‌های مختلفی دارد اما گونه ای که در منطقه رویش می‌کند معروف به کِیکُم شیرازی است که البته در منطقه به آن فقط کِیکُم گفته می‌شود. این گیاه که گاهی به ارتفاع ۱۰ متر می‌رسد دارای برگ‌های پهن با تنه ای صاف که در برخی از درختان به صورت چند تنه ای دیده می‌شود. میوه این گیاه به صورت دانه‌های گردی است که دو طرف آن بالدار بوده و هنگام سقوط از درخت نمای زیبایی ایجاد می‌کند. انجیر خَنیک یا انجیر کوهی گونه ای انجیر است که میوه آن از انجیرهای معمولی کوچکتر بوده و در مقابل کم‌آبی، گرما و سرما بسیار مقاوم است. برگ این گیاه نیز نسبت به انجیر معمولی کوچکتر است و رنگ تنه آن نیز تیره‌تر از انجیر معمولی است. این گونه معمولاً در میان صخره‌ها رویش دارد. میوه این گونه انجیر معمولاً به صورت خام قابل خوردن نیست و به همراه برگ‌های تازه درخت در آب پخته شده و به دوغ اضافه می‌شوند و در محلی خنک و به دور نور به مدت یک هفته نگهداری می‌گردند تا خوردنی بسیار لذیذی تولید شود که در گویش محلی آن را تیتَلو می‌نامند. کِلبه یا کیالک یا زالزالک درختی است با ارتفاع حداکثر ۳ متر که با تنه ای یکتا که در انتهای تنه چتری از برگ ایجاد می‌شود. میوه این درخت به رنگ‌های زرد، نارنجی و قرمز دیده می‌شود. بوته‌های منطقه شامل گون، چلال یا تنگرس، خار شتر، گل گوهری یا شکر تیغال، کاهوی وحشی، کاسنی، آویشن کوهی، جاشیر. چلال یا تگرس درختچه ای است که ارتفاع آن به ندرت به بیش از یک و نیم متر می‌رسد اما در عرض بسیار رشد می‌کند و می‌تواند فضایی تا چهار متر مربع را اشغال نماید. میوه این درخت شبیه به الوک یا بادام کوهی است با این تفاوت که لایه ای پرز دار روی آن را گرفته و بسیار تلخ است که معمولاً خوراک انسان نیست. به دلیل تیغ‌هایی که این گیاه دارد محل مناسب برای لانه گزینی پرندگان می‌باشد. گیاه گون گیاهی است علفی و چند ساله با ریشه‌ها و ساقه‌های متعدد که ارتفاع آن بیش از ۶۰ سانتی‌متر نخواهد بود. گل‌های این گیاه به رنگ بنفش می‌باشد و بذرهای زیادی تولید می‌کند که همین امر موجب رشد زیاد این گونه می‌شود. گیاه خارشتر گیاهی است بوته ای با رشد کم که به صورت ساقه‌های پیچیده در هم و با خارهای سبز رنگ دیده می‌شود. نکته جالب در خصوص این گیاه این است که ریشه‌های این گیاه می‌تواند تا عمق هفت متری زمین و به صورت گستره تا هشت متر برای دستیابی به آب رسوخ نماید. گل‌های این گیاه دارای طیف رنگی صورتی تا قهوه ای می‌باشد.[۱۲]

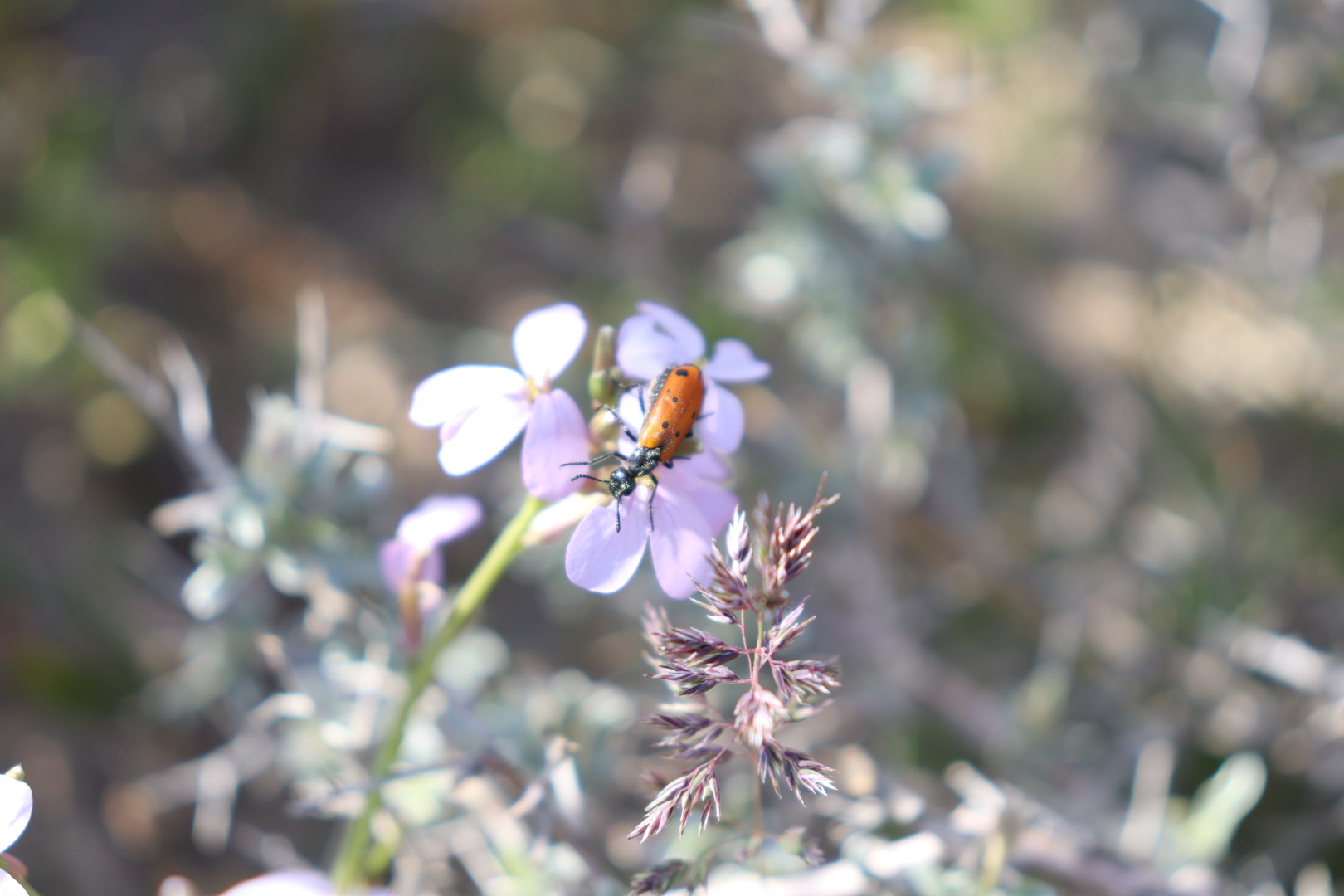

## حیات وحش
- منطقه جبل انارویه دارای گونه‌های بسیار متنوعی بوده که تهیه فهرستی از آنان حتی توسط سازمان محیط زیست هم کاری بسیار سخت است لکن در این بخش تعدادی از گونه‌های معروف آن را لیست می‌نمایید. تعداد گونه‌های حیات وحش منطقه بسیار زیاد بوده و بیش از ۹۰ درصد این حیوانات نام‌های محلی داشته و نام‌های علمی آنان را نمی‌دانیم و فعالیتی نیز برای شناسایی آنان صورت نپذیرفته‌است. گونه‌های جانوری منطقه شامل شاهین، عقاب، کلاغ، کبک، تیهو، بلبل انجیر خوار، جُت یا سار گپه، قمری، گنجشک، دارکوب، هدهد، جغد، سینه سرخ، پلنگ ایرانی، گراز، روباه، شغال، کفتار، گرگ، خرگوش، سنجاب، زِزُو یا تشی، چولِه یا جوجه تیغی، لاک پشت، مار پلنگی، مار کور و … می‌باشد.

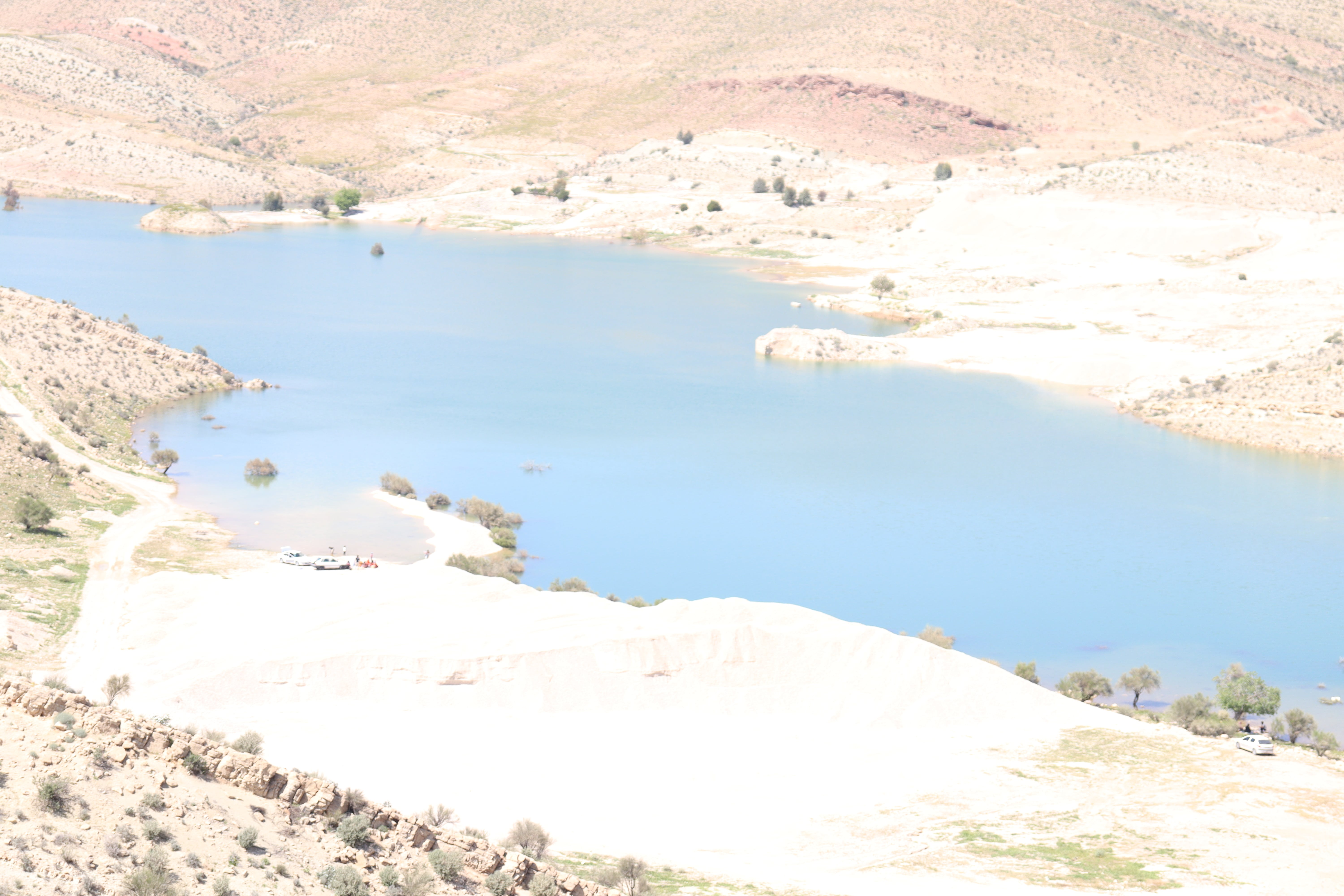
دریاچه سد هایقر

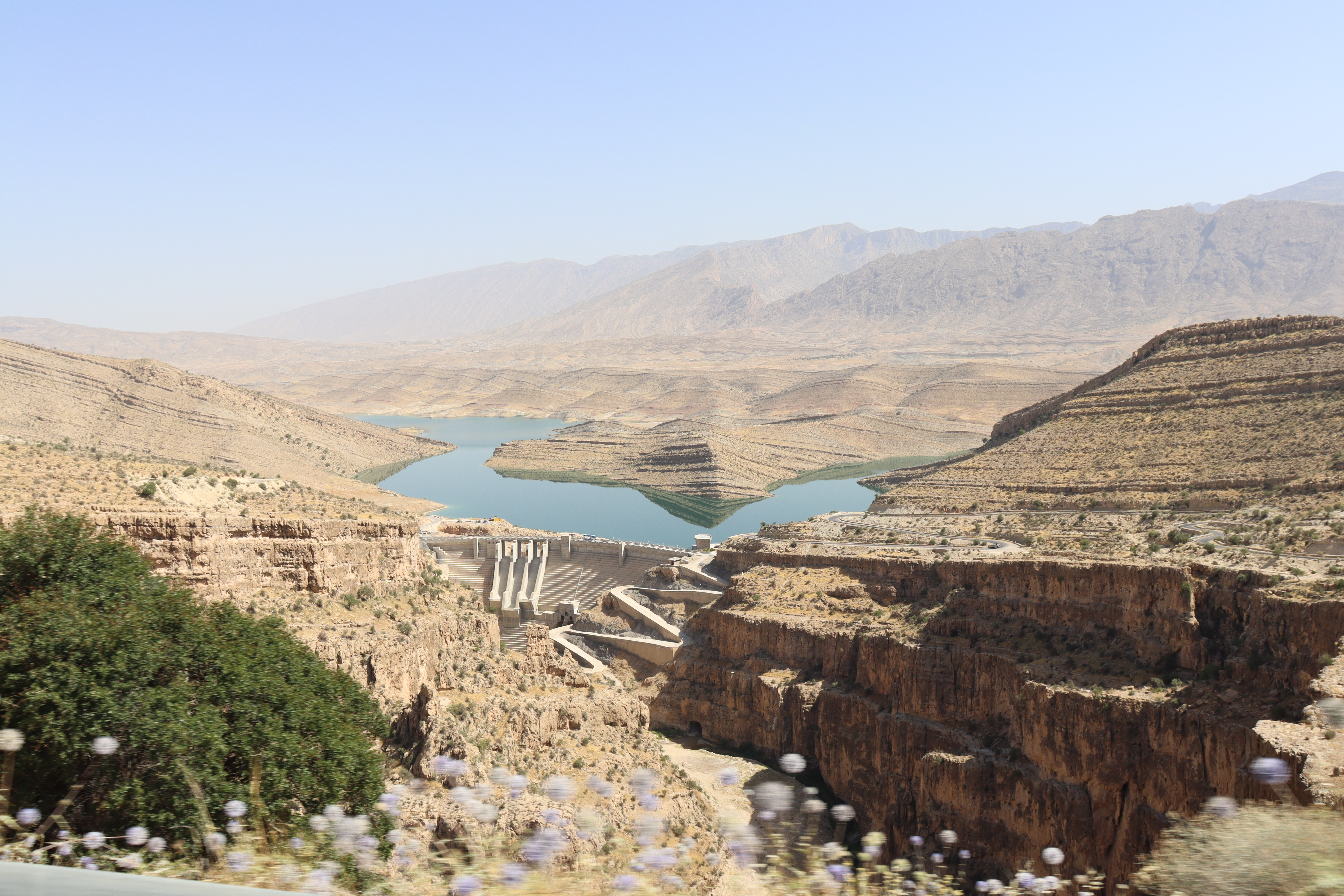
دریاچه سد هایقر

## دریاچه سد هایقر
- این دریاچه در ابتدای ورودی تنگه هایقر به واسطه احداث سد هایقر ایجاد شده‌است. ورودی آب به این دریاچه از طریق دو جریان رودخانه به همراه سیلاب‌های فصلی تأمین شده و حجم آن در بیشینه حدود ۴۴ میلیون متر مکعب است. با توجه به فضایی که این دریاچه در آن ایجاد شده‌است، چشم‌انداز زیبایی را برای طبیعت دوستان به جای گذاشته و همه روزه افراد بسیار زیادی جهت استفاده از طبیعت بکر آن در کنار این دریاچه اتراق می‌کنند.[۱۳]

## حوادث تاریخی
- سیل سال 1365.[۱۴]
- درگیری با انگلیسی‌ها.[۱۵] در سال ۱۲۹۲ انگلیسی‌ها مسیر تجاری که از میان کوه‌های جبل انارویه می‌گذشت و یکی از مسیرهای امن بوده‌است را برای تجارت انتخاب می‌کنند. اولین بلد راه‌های انگلیسی‌ها کاروان‌هایی بودند که از این مسیر به سمت اصفهان رهسپار می‌شدند. این ترددها بدون ایراد مشکلی در منطقه تا سال ۱۲۹۳ ادامه داشت تا اینکه در این سال یکی از تجار انگلیسی قصد تعرض به یکی از بانوان اهالی منطقه را داشته که این موضوع با واکنش شدید اهالی منطقه روبرو می‌شود. پس از آن نظامیان انگلیسی به قصد محافظت از کاروان‌هایشان با آنها همراه می‌شوند لکن ابتدا در منطقه گود دراز،[۱۶] پس از آن در منطقه تاسَک[۱۷] و سپس در منطقه قلعه زنگی با مردم منطقه جبل انارویه یا کوهنارو درگیر می‌شوند. در مجموع سه درگیری بین اهالی کوهنارو و نظامیان انگلیسی در این منطقه رخ می‌دهد.[۱۸] اولین درگیری در منطقه گود دراز (در نزدیکی تنگه هایقر) رخ می‌دهد که منجر به شهادت محمود بهزادی فرزند عزیز محمد و کشته شدن سه نظامی انگلیسی می‌گردد. این درگیری در زمستان سال ۱۲۹۳ و زمانی که اهالی منطقه در قشلاق بوده‌اند رخ می‌دهد. پس از ورود انگلیسی‌ها به منطقه و اطلاع اهالی از این موضوع، جهت تقابل عازم می‌شوند. انگلیسی‌ها به جهت پرهیز از تقابل سعی می‌کنند از مسیر اصلی کاروان‌ها خارج شده و از نزدیکی دهانه تنگه هایقر و در مجاورت رشته کوه‌های آسیاب بادی طی مسیر نمایند و از تنگه روستای رودبال وارد دشت فیروزآباد شوند ولی در منطقه گود دراز درگیری شکل می‌گیرد. مدفن شهید محمود بهزادی در منطقه چاه شیرین[۱۹] کوهنارو می‌باشد. دومین درگیری در منطقه ای که اهالی آن را تاسَک می‌نامند رخ می‌دهد. این درگیری در ابتدای سال ۱۲۹۴ و قبل از کوچ به ییلاق اتفاق افتاده‌است. انگلیسی‌ها پس از شکست قبلی دیگر کاروان تجاری با خود همراه نکرده و فقط نظامیان خود را روانه منطقه نموده تا اهالی منطقه را تنبیه نمایند. در این درگیری انگلیسی‌ها برخلاف بار اول از نیروهای هندی نیز استفاده می‌نمایند. اهالی منطقه که در حال جمع‌آوری بار و بُنه خود جهت کوچ به ییلاق بوده‌اند متوجه حضور نظامیان انگلیسی می‌شوند و مجدداً عازم جنگ می‌شوند. معروف است در این جنگ مادران باروت دان[۲۰]‌ها را بر کمر فرزندان خود بستند و خود مسئولیت کوچ را بر عهده گرفته تا نشان دهند برای دفاع از سرزمین، مردان خود را فدا نموده و خود بار زندگی را به دوش می‌گیرند. این درگیری با تلف شدن پنج نظامی انگلیسی و در نهایت شکست آنان به پایان می‌رسد. سومین و آخرین درگیری اهالی منطقه با انگلیسی‌ها در اوایل تابستان ۱۲۹۴ رخ می‌دهد. پس از نبرد دوم و با تدبیر یکی از اهالی منطقه قلعه ای بر روی بلندی که آن را قلات زنگی می‌نامیدند ساختند که بعدها آن را قلعه زنگی نامیدند. همچنین افرادی را برای مراقبت از راه‌ها به مناطق دورتر فرستادند که به صورت هفتگی و نوبتی شیف خود را تعویض می‌نمودند. انگلیسی‌ها پس از تجدید قوا مجدداً به منطقه هجوم آوردند. آنطور که گفته شده‌است مدت زمان این درگیری بیشتر از دو درگیری قبلی بوده لکن هیچ‌کدام از طرفین در این جنگ دچار تلفات نشده و به دلیل موضع دست بالای مدافعان در قلعه زنگی و شبیخون‌های گاه و بی گاهی که برای ضربه زدن به نظامیان انگلیسی ابداع شده بود امکان عبور برای انگلیسی‌ها از آن منطقه میسر نشد و نظامیان انگلیسی در نهایت ناچار به عقب‌نشینی شده و دیگر در این مسیر قدم نگذاشتند.
- آتش‌سوزی در منطقه هایقر.[۲۱] در مرداد ماه سال ۱۴۰۰ و در جریان آتش‌سوزی جنگل‌های طبیعت تنگه هایقر چهار نفر از طائفه بزرگ بهزادی به نام‌های حامد، جهانبخش، ناصر و رضا بهزادی جان خود را در حین تلاش برای خاموش نمودن آتش جنگل‌های هایقر فدای طبیعت نموده و فقدانشان آتش بزرگی در میان طبیعت دوستان ایجاد نموده‌است.